# Акрилові реагенти
Акрилові реагенти (від лат. acer, лат. acris — гострий і ре… та лат. agens (agentis) — діючий; реагент, рос. акриловые реагенты; англ. acryl reagents; нім. Akrylreagenzien) — синтетичні полімери, які використовуються головним чином як термо- і солестійкі знижувачі водовіддачі бурових і тампонажних розчинів. Розрізняють водорозчинні А.р., стійкі в середовищах до температур 160—180 °C (гідролізований поліакрилонітрил — гіпан, поліакриламід та ін.) і розчинні в слабких розчинах лугу, стійкі до 200—250°С (метакрилові кополімери — метас, М-14). З полівалентними катіонами А.р. утворюють водонерозчинні солі. Оптимальні додатки А.р. для зниження водовіддачі бурових розчинів 0,5-2,0 % до маси розчину, тампонажних розчинів — 1,5-2,0 %. А.р. застосовують також у розчинах із низьким вмістом твердої фази як селективні флокулянти (поліакриламід, метас), додатки 0,01-0,15 %; для підвищення якості бентонітів при їх виробництві у поєднанні з кальцинованою содою — 0,2-0,3 %, як інгібітори набухання в інтервалах стовбура свердловини, складених нестійкими породами — 0,15-0,3 %. Застосовуються також для здійснення водоізоляційних робіт у свердловинах, для підвищення нафтовилучення із пластів (полімерне заводнення на основі поліакриламіду).